# Leander Babcock
Pour les articles homonymes, voir Babcock.
Leander Babcock (1er mars 1811 - 18 août 1864) est un représentant démocrate des États-Unis pour le 23e district de New York.

## Biographie
Babcock est né à Paris, New York, en 1811. Il est d'abord allé au Hamilton College, puis transféré à l'Union College, où il était un membre de la fraternité Kappa Alpha et a été élu Phi Beta Kappa, et est diplômé en 1830. Il a étudié le droit à l'Union College et a été admis au barreau de New York en 1834.

## Carrière
Babcock a déménagé à Oswego, New York, où il a pratiqué le droit. De 1840 à 1843, il a servi comme procureur de district pour le comté d'Oswego. Ensuite, il devient maire de la ville d'Oswego.
Élu au 32e congrès des États-Unis (en), Babcock servit du 4 mars 1851 au 3 mars 1853. Après la durée de son mandat, il est retourné à Oswego et a servi comme président de son conseil d'administration de l'éducation en 1855 et en tant qu'échevin de 1856 à 1858.

## Décès
Babcock est mort à Richfield Springs (New York) le 18 août 1864 (à l'âge de 53 ans). Il est inhumé au cimetière Riverside à Oswego, New York.